# 넘버 식스
《넘버 식스》는 2018년 12월 공개된 8부작 웹드라마이다. 지상파 방송사 KBS가 컨버전스티비와 공동기획 제작하여 동영상 서비스인 Wavve을 통해 공개된 드라마이다. 영담고 방송반에서 친해진 여섯 친구들의 엇갈린 사랑과 욕망을 그린 파격 멜로드라마로 이민혁, 백서이, 권영민, 우희, 강율, 한소은이 주인공을 맡았다.  '넘버식스'는 Wavve을 통해 2018년 12월 21일 전체 8회가 동시에 공개되었고, 4월 28일 심야시간대에 KBS 2TV에서 디렉터스컷이 2회분으로 재편집 방송되었다.

## 등장인물
- 이민혁 - 서원탁 역
- 백서이 - 조민주 역
- 권영민 - 이창경 역
- 우희 - 오은경 역
- 강율 - 박세준 역
- 한소은 - 강세라 역